# Cryptoscatomaseter rossi
Cryptoscatomaseter rossi är en skalbaggsart som beskrevs av Cartwright 1944. Cryptoscatomaseter rossi ingår i släktet Cryptoscatomaseter och familjen Aphodiidae. Inga underarter finns listade i Catalogue of Life.